# エース桃組
『エース桃組』（エースももぐみ）は、かつて発行されていた角川書店刊の漫画雑誌。

## 概要
『月刊少年エース』の増刊として発行された。表紙は当初は複数のイラストレーターが担当していたが、その後七尾奈留が担当した（誌上で表紙のイラストのテレホンカードが販売されたり、後に立体化された）。
2005年winter号で休刊。｢萌え｣を中心にした紙面構成だったが、この編集方針は後に『月刊コンプエース』にも受け継がれている。また、連載作品にはメディアミックス作品の漫画化が多く、新人作家の修練の場ともなった。